# Ресса, Мария
Мария Ангелита Ресса (англ. Maria Angelita Ressa, род. 2 октября 1963, Манила) — филиппинско-американская журналистка и писательница, соучредитель и генеральный директор новостного интернет-сайта Rappler. Первый филиппинский лауреат Нобелевской премии.

## Биография
Мария Ресса родилась 2 октября 1963 года в Маниле. Её отец умер, когда ей был всего год. Её мать вышла замуж за американца, и Мария Ангелита с 1973 года по 1986 год жила в США, где окончила Принстонский университет. Мария Ресса — открытая лесбиянка.
Мария Ангелита вернулась на родину в 1986 году, после Жёлтой революции, и стала работать на телевидении. С 1987 по 1995 года она возглавляла бюро CNN в Маниле, а с 1995 по 2005 год возглавляла бюро CNN в Джакарте. С 2005 года она возглавляла службу новостей филиппинской телекомпании ABS-CBN, а в 2011 году создала и возглавила новостной интернет-сайт Rappler.
Была включена в список Человек года 2018 журнала Time как один из журналистов, преследуемых за свои взгляды и поиск правды.
В 2020 году она была осуждена за клевету в интернете на основании спорного филиппинского закона о борьбе с киберпреступностью. Преследование Марии Рессы было осуждено правозащитными группами и журналистами как посягательство на свободу прессы.
13 февраля 2019 года Ресса была арестована по обвинению в том, что в 2012 году Rappler опубликовал якобы ложную новость о том, что бизнесмен Вильфредо Кенге (Wilfredo Keng) предоставил свой автомобиль в пользование председателю Верховного суда страны Ренато Корона. Через день её освободили под залог. 15 июня 2020 года суд Манилы признал её виновной в клевете. Поскольку Ресса является постоянным критиком президента Филиппин Родриго Дутерте, её арест и осуждение были расценены многими в оппозиции и международном сообществе как политически мотивированный акт.
В 2021 году Ресса была удостоена Нобелевской премии мира (совместно с главным редактором российской «Новой Газеты» Дмитрием Муратовым). Премия присуждена за «смелую борьбу» по защите свободы слова на Филиппинах и в России, соответственно.
Ресса — одна из 25 ведущих фигур в Комиссии по информации и демократии, учрежденной организацией «Репортёры без границ».
В январе 2023 года Мария Ресса была оправдана по делу об уклонении от уплаты налогов. Но на февраль 2023 года она была фигурантом ещё трёх уголовных дел, включая обвинения в клевете в Интернете.